# St. Louis Film Critics Association Awards 2007
La premiazione per la 4ª edizione St. Louis Film Critics Association Awards si è tenuta il 24 dicembre 2007.

## Vincitori e candidati

### Miglior film
- Non è un paese per vecchi (No Country for Old Men), regia di Joel ed Ethan Coen
- L'assassinio di Jesse James per mano del codardo Robert Ford (The Assassination of Jesse James by the Coward Robert Ford), regia di Andrew Dominik
- Lo scafandro e la farfalla (Le scaphandre et le papillon), regia di Julian Schnabel
- Into the Wild - Nelle terre selvagge (Into the Wild), regia di Sean Penn
- Juno, regia di Jason Reitman
- Il cacciatore di aquiloni (The Kite Runner), regia di Marc Forster
- Sweeney Todd - Il diabolico barbiere di Fleet Street (Sweeney Todd: The Demon Barber of Fleet Street), regia di Tim Burton
- Espiazione (Atonement), regia di Joe Wright
- Michael Clayton, regia di Tony Gilroy
- Il petroliere (There Will Be Blood), regia di Paul Thomas Anderson

### Miglior attore
- Daniel Day-Lewis - Il petroliere (There Will Be Blood)
- Don Cheadle - Parla con me (Talk to Me)
- George Clooney - Michael Clayton
- Ryan Gosling - Lars e una ragazza tutta sua (Lars and the Real Girl)
- Tommy Lee Jones - Nella valle di Elah (In the Valley of Elah)
- Viggo Mortensen - La promessa dell'assassino (Eastern Promises)

### Miglior attore non protagonista
- Casey Affleck - L'assassinio di Jesse James per mano del codardo Robert Ford (The Assassination of Jesse James by the Coward Robert Ford)
- Javier Bardem - Non è un paese per vecchi (No Country for Old Men)
- Josh Brolin - Non è un paese per vecchi (No Country for Old Men)
- Philip Seymour Hoffman - La guerra di Charlie Wilson (Charlie Wilson's War)
- Tommy Lee Jones - Non è un paese per vecchi (No Country for Old Men)
- Michael Sheen - Music Within
- Tom Wilkinson - Michael Clayton

### Miglior attrice
- Ellen Page - Juno
- Cate Blanchett - Elizabeth: The Golden Age
- Julie Christie - Away from Her - Lontano da lei (Away from Her)
- Marion Cotillard - La vie en rose (La Môme)
- Jodie Foster - Il buio nell'anima (The Brave One)
- Laura Linney - La famiglia Savage (The Savages)

### Miglior attrice non protagonista
- Amy Ryan - Gone Baby Gone
- Cate Blanchett - Io non sono qui (I'm Not There)
- Katherine Heigl - Molto incinta (Knocked Up)
- Taraji P. Henson - Parla con me (Talk to Me)
- Saoirse Ronan - Espiazione (Atonement)
- Tilda Swinton - Michael Clayton

### Miglior regista
- Joel ed Ethan Coen - Non è un paese per vecchi (No Country for Old Men)
- Paul Thomas Anderson - Il petroliere (There Will Be Blood)
- Tim Burton - Sweeney Todd - Il diabolico barbiere di Fleet Street (Sweeney Todd: The Demon Barber of Fleet Street)
- Mike Nichols - La guerra di Charlie Wilson (Charlie Wilson's War)
- Sean Penn - Into the Wild - Nelle terre selvagge (Into the Wild)
- Julian Schnabel - Lo scafandro e la farfalla (Le scaphandre et le papillon)

### Migliore sceneggiatura
- Diablo Cody - Juno
- Ian McEwan e Christopher Hampton - Espiazione (Atonement)
- Sean Penn e Jon Krakauer - Into the Wild - Nelle terre selvagge (Into the Wild)
- Nancy Oliver - Lars e una ragazza tutta sua (Lars and the Real Girl)
- Tony Gilroy - Michael Clayton
- Joel ed Ethan Coen - Non è un paese per vecchi (No Country for Old Men)
- Vincent Paronnaud e Marjane Satrapi - Persepolis

### Miglior fotografia
- Roger Deakins - L'assassinio di Jesse James per mano del codardo Robert Ford (The Assassination of Jesse James by the Coward Robert Ford)
- Seamus McGarvey - Espiazione (Atonement)
- Janusz Kamin'ski - Lo scafandro e la farfalla (Le scaphandre et le papillon)
- Éric Gautier - Into the Wild - Nelle terre selvagge (Into the Wild)
- Roberto Schaefer - Il cacciatore di aquiloni (The Kite Runner)
- Roger Deakins  - Non è un paese per vecchi (No Country for Old Men)
- Robert Elswit - Il petroliere (There Will Be Blood)

### Miglior colonna sonora
- Stephen Sondheim - Sweeney Todd - Il diabolico barbiere di Fleet Street (Sweeney Todd: The Demon Barber of Fleet Street)
- Nick Cave e Warren Ellis - L'assassinio di Jesse James per mano del codardo Robert Ford (The Assassination of Jesse James by the Coward Robert Ford)
- Dario Marianelli - Espiazione  (Atonement)
- Jonny Greenwood - Il petroliere (There Will Be Blood)
- Mateo Messina - Juno
- Christopher Gunning - La vie en rose (La Môme)
- Glen Hansard e Markéta Irglová - Once (Una volta) (Once)

### Miglior film in lingua straniera
- Lo scafandro e la farfalla (Le scaphandre et le papillon), regia di Julian Schnabel • Francia / USA
- The Host (괴물), regia di Bong Joon-ho • Corea del Sud
- Il cacciatore di aquiloni (The Kite Runner), regia di Marc Forster • Afghanistan / USA
- La vie en rose (La Môme), regia di Olivier Dahan • Francia
- Lussuria - Seduzione e tradimento (色，戒;), regia di Ang Lee • Cina / Hong Kong / Taiwan
- Persepolis, regia di Marjane Satrapi • Francia

### Miglior film di animazione/film fantasy
- Ratatouille, regia di Brad Bird e Jan Pinkava
- Un ponte per Terabithia (Bridge to Terabithia), regia di Gábor Csupó
- Come d'incanto (Enchanted), regia di Kevin Lima
- La bussola d'oro (The Golden Compass), regia di Chris Weitz
- Persepolis, regia di Marjane Satrapi
- I Simpson - Il film (The Simpsons Movie), regia di David Silverman

### Migliori effetti speciali
- 300
- La bussola d'oro (The Golden Compass)
- Harry Potter e l'Ordine della Fenice (Harry Potter and the Order of the Phoenix)
- Io sono leggenda (I Am Legend)
- Stardust
- Sweeney Todd - Il diabolico barbiere di Fleet Street (Sweeney Todd: The Demon Barber of Fleet Street)

### Miglior documentario
- Sicko, regia di Michael Moore
- In the Shadow of the Moon, regia di David Sington e Christopher Riley
- The King of Kong: A Fistful of Quarters, regia di Seth Gordon
- Manufactured Landscapes, regia di Jennifer Baichwal
- No End in Sight, regia di Charles Ferguson

### Migliore commedia
- Juno, regia di Jason Reitman
- Molto incinta (Knocked Up), regia di Judd Apatow
- Lars e una ragazza tutta sua (Lars and the Real Girl), regia di Craig Gillespie
- I Simpson - Il film (The Simpsons Movie), regia di David Silverman
- Suxbad - Tre menti sopra il pelo (Superbad), regia di Greg Mottola
- Waitress - Ricette d'amore (Waitress), regia di Adrienne Shelly
- Walk Hard - La storia di Dewey Cox (Walk Hard: The Dewey Cox Story), regia di Jake Kasdan

### Film più originale e innovativo
- Io non sono qui (I'm Not There), regia di Todd Haynes
- Across the Universe, regia di Julie Taymor
- Lo scafandro e la farfalla (Le scaphandre et le papillon), regia di Julian Schnabel
- Il grande silenzio (Die Große Stille), regia di Philip Gröning
- Juno, regia di Jason Reitman
- Persepolis, regia di Marjane Satrapi